# Церковь Святого Стефана (Браунау)
Церковь Святого Стефана (нем. Stadtpfarrkirche St. Stephan) — католическая церковь, находящаяся в австрийском городе Браунау-на-Инне и являющаяся его символом. Высота колокольни составляет 87 м, что делает церковь одной из самых высоких в Австрии. Церковь освящена в честь святого первомученика Стефана.

## История
На месте сегодняшней церкви стояла небольшая часовня, построенная в 1238 году. Строительство церкви святого Стефана началось в 1439 году и закончилось в 1466 году по заказу ремесленных гильдий города. Церковь построена архитектором Штефаном Круменауэром в позднем готическом стиле. Первоначальная готическая архитектура церкви сохранилась полностью, что делает храм одним из значительных архитектурных памятников Австрии. Интерьер всех профессиональных часовен в церкви, кроме пекарской, впоследствии был оформлен в барочном стиле.
Строительство колокольни началось в 1492 году. Нижние 6 этажей башни построены в готическом стиле в XVI веке. Остальная часть колокольни была построена в 1635—1646 годах. Восьмиугольный шпиль и барочный шлем сооружались в 1745—1759 годах.
До 1779 года церковь Святого Стефана была приписана монастырю, затем стала приходским храмом.

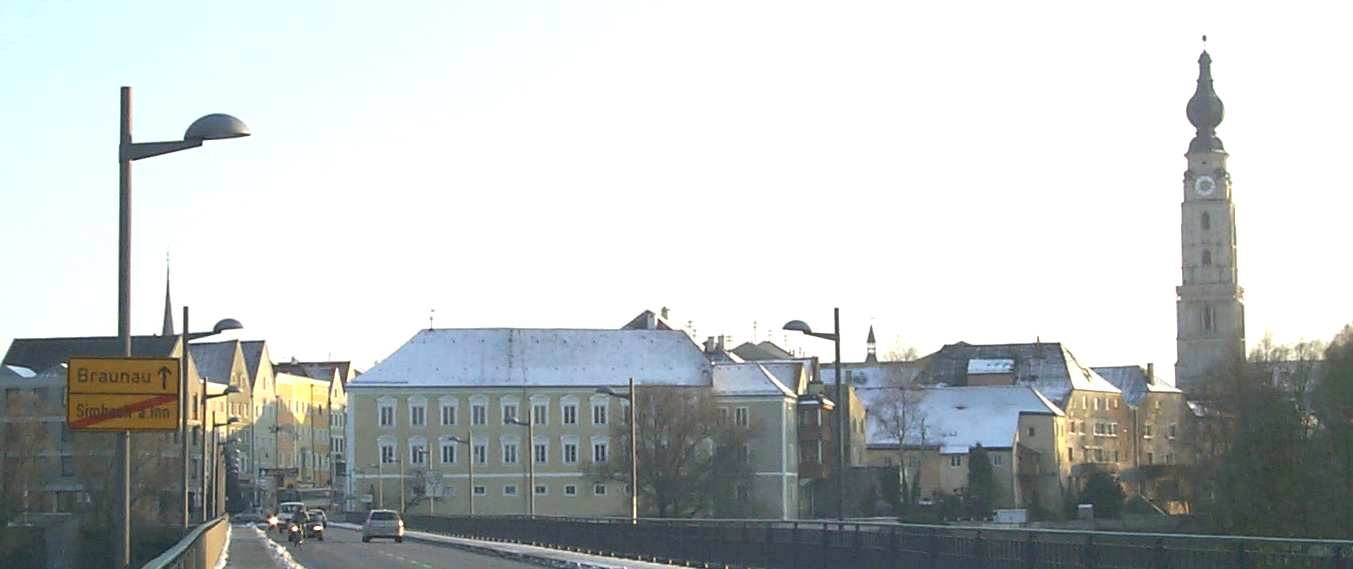
Панорама Браунау-на-Инне. Справа — церковь святого Стефана.

## Характеристика храма
- Длина без башни: 60 м
- Длина с башней: 67 м
- Ширина: 25 м
- Главный неф высоту: 20 м
- Высота башни: 87 м

Церковь часто по ошибке называют третьим австрийским храмом по высоте. Самыми высокими храмами в Австрии являются собор Святого Стефана в Вене (136,44 м), Новый собор в Линце (135 м) и церковь Сердца Иисуса в Граце (109,6 м).